# Аль-Ракиб, Абдулла
Абдулла Аль-Ракиб (бенг. আবদুল্লাহ আল রাকিব; 2 декабря 1980, Нараянгандж) — бангладешский шахматист, гроссмейстер (2007). Тренер ФИДЕ (2019).
В 2007 году стал четвёртым гроссмейстером в истории Бангладеш после Нияза Муршеда (1987), Зиаура Рахмана (2002) и Рифата Бин-Саттар (2006).
Двукратный чемпион Бангладеш (2007 и 2013). В 2003, 2004 и 2006 гг. становился серебряным призёром национального чемпионата.
В составе сборной Бангладеш участник 9-и Олимпиад (1994, 1998—2008, 2012—2014).

## Изменения рейтинга
| Графики недоступны из-за технических проблем. См. информацию на Фабрикаторе и на mediawiki.org. |